# Logatom
Als Logatom einer Sprache oder je nach Kontext auch Nichtwort bezeichnet man in verschiedenen Anwendungsgebieten eine Silben oder Wörtern ähnliche menschliche Lautäußerung.
Als Beispiele mit Bezug auf das Deutsche können gelten: „püht“ oder „Traus“ oder „Wadensumpf“. Die Silben „fott“ und „Panz“ sind deutsche Logatome, aber Wörter beispielsweise des Kölschen. Allerdings unterscheidet die Linguistik genauer zwischen Nichtwort und Pseudowort, wobei ein Pseudowort ein solches ist, welches deutschen Wörtern ähnlich ist, d. h. eine erlaubte Silben- und Phonemstruktur enthält, wohingegen ein Nichtwort durch eine im Deutschen nicht mögliche Aussprache gekennzeichnet ist. Ein Nichtwort wäre z. B. „mvxnbfdnh“, während „Piegel“ ein Pseudowort ist. Daher sind Pseudowörter sprachabhängig und ein Pseudowort einer Sprache kann ein Nichtwort in einer anderen Sprache sein.
Umgekehrt existieren Wörter wie Raffstore, die deutsch sind, es jedoch nicht zu sein scheinen. Es ist nicht zu erkennen, ob das Wort Raff-store oder Raffs-tore gesprochen wird.

## Akustik, Tontechnik
Unter einem Logatom versteht man ein einsilbiges, aus Sprachlauten zusammengesetztes Kunstwort zur Messung der Silbenverständlichkeit bei akustischen oder elektroakustischen Übertragungen, zum Beispiel bei Beschallungsanlagen an Bahnsteigen oder Fernsprechanlagen.
Um belastbare Werte zur Silbenverständlichkeit zu erhalten, spricht eine statistisch relevante Anzahl von Personen die Logatome in beliebiger Reihenfolge in ein Mikrophon eines Übertragungs- oder Aufzeichnungssystems. Eine ebenfalls statistisch relevante Anzahl von Personen hört die Logatome vom System und schreibt das gehörte auf.
Da die Logatome weder für sich allein noch im Zusammenhang einen Sinn ergeben, ist eine gedankliche Kombination und Ergänzung bei schlechter Wiedergabe ausgeschlossen.
Dieses Prüfverfahren ist auf Grund der Nutzung statistisch relevanter Anzahlen von Sprechern und Hörern weitgehend vom technischen Verfahren der Sprachübertragung oder Sprachaufzeichnung unabhängig und kann daher prinzipiell für alle Arten von Aufzeichnungs- oder Übertragungssystemen verwendet werden.
(z. B. Grammophonplatten, mp3 Dateien, analoge Telefonanlagen, 5G Mobilfunk Sprachübertragung, VoIP)
Wobei für heute aktuelle digitale Übertragungs- oder Aufzeichnungssysteme digitale Messverfahren eingesetzt werden und nicht mehr auf Logatomtexte zurückgegriffen wird.
Beispiele für Logatome zur Messung der Silbenverständlichkeit finden sich in folgender Tabelle:
| Logatomtext (25 Silben) | Logatomtext (25 Silben) | Logatomtext (25 Silben) | Logatomtext (25 Silben) | Logatomtext (25 Silben) |
| ----------------------- | ----------------------- | ----------------------- | ----------------------- | ----------------------- |
| get                     | gresch                  | stel                    | ran                     | spig                    |
| wis                     | dong                    | haf                     | nust                    | lelf                    |
| men                     | zad                     | schrun                  | mol                     | kig                     |
| schlib                  | jel                     | suf                     | frer                    | prar                    |
| bros                    | klisch                  | pleb                    | zwor                    | dup                     |

## Psychologie
In der psychologischen Forschung verwendet man solche sinnlosen Silben zum Testen der Merk- und Lernleistung des menschlichen Gehirns. Ergebnisse dieser Forschungen sind auch Grundlage der Lernpsychologie.

## Phonologie
In der Phonologie werden ein- wie mehrsilbige Wörter als Logatome bezeichnet, die in der untersuchten Sprache zwar keine Bedeutung besitzen, aber nach den phonetischen und phontaktischen Regeln der Sprache 'richtig' gebildet erscheinen und daher beispielsweise in Minimalpaaren verwendet werden können, wenn kein bedeutungstragendes Wort zur Verfügung steht.
So kann man etwa im Deutschen viele lautmalerische oder Laute nachahmende Ausdrücke, wie „palim“ oder „parduzidapeng“ und Nur-Namen, wie Pril, Hugendubel oder Müller-Wipperfürth als Logatome ansehen. Um phonologische Unterscheidungen zu treffen, werden jedoch eher Logatome benutzt, die man ausgehend von zu vergleichenden Wörtern bilden kann, um beispielsweise „Tanzen“ ↔ „Panzen“ ↔ „Pansen“ beziehungsweise „Tanzen“ ↔ „Tansen“ ↔ „Pansen“ zu kontrastieren, was im direkten Vergleich nicht so einfach möglich ist, da sich die Wörter „Tanzen“ und „Pansen“ in zwei Sprachlauten unterscheiden. Diese Lücke wird mit den Nichtwörtern „Panzen“ beziehungsweise „Tansen“ überbrückt.

### Anwendung in der Werbung
Logatome in diesem sprachwissenschaftlichen Sinne werden gerne im Produktmarketing benutzt, weil sie nicht mit Assoziationen belastet scheinen (zum Beispiel „Balisto“) oder bestimmte gewünschte Assoziationen wecken (wie „Weideglück“), ohne bereits eine festgelegte Bedeutung zu haben. Auch echte Entlehnungen (wie „Tampon“) oder Scheinentlehnungen (wie „Bistroletto“) sind zunächst deutsche Logatome gewesen, ehe sie infolge der entsprechenden Verwendung beim Vermarkten zu Wörtern des Deutschen oder wenigstens zu Produktnamen wurden.